# Luis Fishman Zonzinski
Luis Fishman Zonzinski (San José, 30 de diciembre de 1947) es un abogado y político costarricense que ha militado en el Partido Unidad Social Cristiana (PUSC), desempeñando tres veces el cargo de Diputado, el de Ministro de Seguridad Pública y el de Segundo Vicepresidente de la República, aunque nunca ejerció este último puesto. Fue presidente de dicho partido político y candidato presidencial para las Elecciones presidenciales de Costa Rica de 2010. Para las elecciones de 2014 dio su adhesión al candidato Johnny Araya Monge del Partido Liberación Nacional. Para las elecciones de 2022, aseguró seguir militando en el PUSC, pero dio su apoyo público a la candidatura de José María Figueres Olsen, también del PLN.

## Vida familiar
Luis Fishman es hijo de Israel Fishman Gilberberg y de Fruncha Zonzinski Pruzbalowic, familia de origen judío que procede del pueblo de Wiskow (Wyszków), Polonia, inmigrantes producto de la diáspora generada por los acontecimientos previos a la Segunda Guerra Mundial con la ocupación nazi de se país. Es casado con Aída Faingezicht Waisleder, también política del PUSC, que ha sido ministra y diputada. Tienen tres hijas, Tatiana, Andrea y Karen Fishman Faingezicht.

## Experiencia política
Luis Fishman fue diputado por el Partido Unidad Social Cristiana (PUSC) de 1986 a 1990, cuando el candidato de ese partido, Rafael Calderón Fournier perdió las elecciones frente a Óscar Arias Sánchez en el año 1986. En esa época fue presidente Comisión Asuntos Jurídicos de la Asamblea Legislativa, presidente de la Comisión Especial que estudió “La Delincuencia y sus posibles causas en la segunda mitad del siglo XX" y miembro de la Comisión Especial Legislativa que estudió el Problema del Narcotráfico en Costa Rica.
El las siguientes elecciones de 1990, gana el PUSC con Rafael Ángel Calderón Fournier como candidato, quien es presidente de 1990 a 1994. En esa administración, Luis Fishman desempeña los cargos de Ministro de Gobernación y Policía y Ministro de Seguridad Pública. El 23 de septiembre de 1992, Luis Fishman es secuestrado por parte del hondureño Santos Orlando Ordóñez Betancourt, exmiembro del Batallón de Inteligencia del Ejército de ese país (conocido como 3-16), quien lo retiene cautivo por 20 horas hasta que su familia reunió $100 mil exigidos por su liberación.
Durante la administración Rodríguez Echeverría (1998-2000) es diputado de la Asamblea Legislativa, de la cual llega a ejercer la presidencia. También desempeña los cargos de presidente de la Comisión Especial que estudió la Seguridad Ciudadana, presidente de la Comisión Especial para determinar la carga tributaria sobre los cigarrillos y licores para financiar un programa de solidaridad humana, miembro de la Comisión Especial Investigadora del Depósito Libre Comercial de Golfito, miembro de la Comisión Especial Permanente de Narcotráfico, presidente de la Comisión Especial encargada de dictaminar los proyectos en materia de seguridad ciudadana y miembro de la Comisión Especial Investigadora de la Cogeneración privada de energía en Costa Rica.

## Persecución de la música heavy metal
Durante su desempeño como ministro de Seguridad Pública, Fishman aseguró que la música Heavy Metal y sus derivados así como la subcultura asociada a la misma eran peligrosas para el país y que promovía el satanismo, la violencia y las drogas entre las personas jóvenes. Aseguró también que la Constitución no cubría esta subcultura ni su música dentro de la libertad de expresión ya que dicho cuerpo jurídico excluye aquello que fuera contra "la moral universal y las buenas costumbres". A raíz de esto el Ministerio de Seguridad realizó decomisos frecuentes de discos y cintas de música Heavy Metal, camisetas, afiches y demás parafernalia, prohibió la realización de conciertos y realizaba frecuentes careos y requisas en donde se reunieran jóvenes aficionados a esta música, así como recomendó públicamente a los padres de familia, por los medios de comunicación, que impidieran el interés de sus hijos en ese tipo de música. Pasada su gestión la persecución a la subcultura decreció al punto de que en la actualidad Costa Rica es uno de los países latinoamericanos donde con más frecuencia se han realizado conciertos internacionales de música metal y rock, y cuenta con gran cantidad de artistas nacionales del género.

## Caso Grissland Enterprises
El 1 de junio de 1998, el periódico La Nación publica una serie de reportajes bajo el título: "Exsocio de Fishman ligado a capo".
En esos reportajes se indica que mayo de 1996, Luis Fishman viaja a Atenas, Grecia, donde conoce al griego Andreas Koulouvaris Loumakus, quien lo invita a participar en el negocio de la explotación de un tajo en Limón. Fishman inicia las gestiones legales del tajo y desde octubre del mismo año hasta el 27 de noviembre de 1997, es el portador del 20 por ciento de las acciones de la sociedad panameña Grissland Enterprises, propietaria de la sociedad costarricense Gracor Internacional S. A. Durante el período en que Fishman aparece como socio de Grissland Enterprises también figuran el colombiano, José Fabio Echeverry Castro y el griego Andreas Koulouvaris.
Entre 1989 y al menos 1993, los colombianos José Nelson Urrego Cárdenas y Fabio Echeverry Castro figuraron como gerentes de Hotel Dann Internacional de San Andrés. El 19 de febrero de 1998, la Policía Nacional de Colombia capturó a José Nelson Urrego Cárdenas a quien calificó como el último capo del cartel de Cali. El 20 de febrero, Luis Fishman, presentó formalmente su renuncia al cargo de presidente de la sociedad panameña Grissland Enterprises y, desde el 27 de noviembre de 1997 vende sus acciones.
La Asamblea Legislativa inicia una investigación en la Comisión Permanente Especial de Narcotráfico la cual determina que no hay pruebas de la existencia de vínculos entre el presidente del Congreso, Luis Fishman, y personas relacionadas con el narcotráfico. El informe de mayoría es firmado por los diputados sociacristianos Jorge Eduardo Soto, Rina Contreras y Belisario Solano; por los liberacionistas Alicia Fournier y Rafael Arias y por el legislador de Fuerza Democrática, José Manuel Núñez. La Comisión también señaló que no hay evidencia de que Grissland Enterprises ni Gracor Internacional (empresa propiedad de Grissland) posean vínculos con personas relacionadas con el narcotráfico ni que tampoco que entre Echeverry y Fishman haya existido un vínculo personal o comercial.

## Vicepresidencia en el gobierno Pacheco de la Espriella
Para las elecciones presidenciales de 2002, Luis Fishman es candidato a la segunda vicepresidencia con el también diputado Abel Pacheco de la Espriella. Después de las elecciones, Abel Pacheco obtiene la mayoría de votos (38.57%), pero no logra superar el 40% necesario para ser electo en primera ronda y es necesario ir a una segunda ronda. En los días siguientes se genera una disputa entre Luis Fishman y Abel Pacheco por la dirección de la campaña para la segunda ronda electoral, que termina con la separación de Luis Fishman y el rompimiento de relaciones entre ambos. Aunque Pacheco de la Espriella gana la presidencia de la República, Luis Fishman nunca llega a ejercer la vicepresidencia.
Finalmente, renunció a la vicepresidencia el 27 de enero de 2005 para dedicarse a trabajar en política con el PUSC.